# Pleurodema bufoninum
El sapo de cuatro ojos grandes (Pleurodema bufoninum Bell, 1843) es una especie de anfibio anuro de la familia Leptodactylidae característico del ambiente patagónico, desde Mendoza Argentina por el norte, hasta el Atlántico por el este, y el Estrecho de Magallanes por el sur; por el oeste solo lo limita el bosque húmedo, penetrando de este modo en sectores de Chile, desde la Región del Maule hasta la Patagonia chilena, siempre en donde el ecosistema de la estepa patagónica realiza importantes ingresiones. 
Es muy similar al sapito de cuatro ojos (Pleurodema thaul), sin embargo se le puede diferenciar fácilmente por las glándulas lumbares que presenta, ya que estas son más grandes. 